# Ochil Hills
Die Ochil Hills [ˈoʊxɨl], auch kurz Ochils, sind eine Hügelkette in Schottland. Sie erstreckt sich über eine Länge von 35 km in Ost-West-Richtung über die Verwaltungsbezirke Stirling, Clackmannanshire und Perth and Kinross. Die Ochil Hills verlaufen parallel den nördlicher gelegenen Grampians wenige Kilometer nördlich des Flusses Forth und grenzen dessen Ebene nach Norden hin ab. Entlang ihrer Südflanke reihen sich von Blairlogie bei Yetts of Muckhart die Hillfoots Villages, die von der A91 an das Verkehrsnetz angeschlossen sind. Mit der A823 kreuzt nur eine überregional bedeutende Straße die Ochils. Die M90 verläuft entlang der Ostflanke.
Die im Devon gebildeten Ochils sind vulkanischen Ursprungs und bestehen hauptsächlich aus Andesit. Die Südflanken des etwa 19 km breiten Höhenzuges ragen steil und prägend jenseits der Ebene von Clackmannanshire auf, während
die nordgerichteten Hänge deutlich flacher abfallen. Die höchsten Kuppen befinden sich mit dem 721 m hohen Ben Cleuch bei Tillicoultry und dem 418 m hohen Dumyat bei Blairlogie auf der Südwestseite.